# 北洋镇
北洋镇是中华人民共和国浙江省台州市黄岩区下辖的一个乡镇级行政单位，位于该区中部，全镇总面积67.99平方千米。2017年，全镇总人口33544人。

## 位置
北洋镇位于黄岩区中部，全镇总面积67.99平方公里。东临台州市椒江区、路桥区，南与温岭市、乐清市接壤，西邻仙居县、永嘉县，北接临海市。距黄岩城区16公里，距省会杭州207公里。

## 行政区划
北洋镇下辖22个村级行政区划单位，其中含2个社区、20个行政村：
- 社区：北洋社区、移建社区。
- 行政村：小里桥村、罕溪头村、西芩村、岙里村、前蒋村、五尖山村、杨恩村、瑞岩村、官岙村、称歇村、联群村、娄岙村、横料村、镇南新村、山下街村、长潭村、康山村、联丰村、潮济村、百林村。

## 旅游
北洋镇境内有千年古刹瑞岩寺、长潭水库等旅游资源。白砂枇杷、毛坦蜜露桃、西瓜、东魁杨梅均是该镇特产。该镇还开发了农家乐、农业观光园等旅游景区景点，其中农业观光园以长潭湖杨梅、蜜露桃、百亩洋西瓜、梅峰山生态庄园为主体，面积达5000余亩。

## 荣誉
- 浙江省“东海文化明珠”镇[4]
- 2008年成为台州市生态镇，2010年成为浙江省生态镇[7]
- 2014年成为浙江省级农家乐特色乡镇[7]
- 2016年中国最美村镇人文奖[8]
- 2017年度浙江省小城镇文明行动样板小城镇[9]